# Hidrofilie
Hidrofilia, conform termenului compus din greacă, hidros - apă și philia - iubire, reprezintă în chimie o proprietate fizică a moleculei, ce îi permite să realizeze o legătură puternică cu apa, prin intermediul unei legături de hidrogen.
Hidrofilia este specifică moleculelor cu legături covalente și coordinative care sunt polare, adică au molecule ne-simetrice, substanțelor care sunt ionice și substanțelor organice sau anorganice care pot furniza protoni în soluție, adică substanțele ce conțin grupe polare având atomi de hidrogen, așa cum sunt grupele -OH și -COOH, sau în general orice substanță de tipul radical-hidrogen, deci de forma R-H.
În sens general, hidrofilia înseamnă proprietatea unei substanțe de a absorbi apa în mare cantitate, de a prezenta afinitate pentru apă.

## Legături externe
- „hidrofilie” la DEX online